# Matilde Kimer
Matilde Kimer (født 23. december 1980 i Korsør) er en dansk journalist der arbejder som udenrigskorrespondent for Danmarks Radio. Hun er kendt for sine reportager om den russisk-ukrainske krig set fra blandt andet Kyiv, Krim og Moskva og har modtaget flere priser for disse.

## Baggrund og uddannelse
Matilde Kimer læste russisk i Sankt Petersborg i 2002 og fortsatte sine russiskstudier i Danmark. Hun har været på Askov Højskole, og har læst russisk sprog og litteratur på Syddansk Universitet ved siden af sin uddannelse til journalist, som hun afsluttede i 2007.

## Karriere
Matilde Kimer har været tilknyttet DR siden 2005, og efter 2014 har hun især berettet fra Rusland og Ukraine som korrespondent. Kimer har blandt andet dækket krigen i Ukraine og har udgivet bogen "Krigen Indeni" om skæbnefortællinger fra Ukraine. Matilde Kimer har flere gange deltaget bl.a. Deadline, når temaerne omhandler Rusland og Østeuropa i det hele taget.
I august 2022 blev hun udvist fra Rusland for en 10-årig periode frem til 2032. Årsagen blev ikke oplyst, men DR formoder at det er relateret til den russiske stats forsøg på undertrykkelse af journalistisk dækning af Ruslands invasion af Ukraine det år. I august 2022 fik hun frataget sin presseakkreditering i Ukraine. 

## Privat
Kimer havde lymfeknudekræft som 14-årig og har fortalt om sin sygdom i flere interviews. Hun er gift med videoredaktør Jesper Schwartz, med hvem hun har tre børn. Hun var fra 2020 til 2022 fast bosat i Moskva.

## Hæder
Matilde Kimer modtog DR's Sprogpris i 2015. I januar 2017 fik Kimer Den Berlingske Fonds Journalistpris for sin dækning af krigen i og omkring Ukraine.

## Yderligere læsning
- Kimer, M. (2016). Krigen indeni. Skæbnefortællinger fra revolutionen i Ukraine. Politikens Forlag. ISBN 9788740072341.